# Moraleja de Coca
Moraleja de Coca es una localidad, constituida desde 1976 como Entidad Local Menor del municipio español de Nava de la Asunción, en la provincia de Segovia. Hasta el año 1969 era municipio independiente, condición que trató de recuperar en 1978 pero le fue denegada.

## Toponimia
Su nombre estaría podría deberse a grupos de población musulmana previos a la Reconquista, aunque también se podría relacionar con la abulense Moraleja de Matacabras, pudiendo provenir el topónimo de la presencia abundante de cierta especie vegetal.

## Historia
El territorio es repoblado durante la Reconquista por la Comunidad de Villa y Tierra de Coca, quedando encuadrado dentro de esta.
Es mencionada en un documento fiscal elaborado por el cardenal Gil de Torres a mediados del siglo XIII como Moraleja, donde se habla de su pertenencia la comunidad de Coca.
Ya en época moderna se integrará también en el partido judicial de Santa María la Real de Nieva.
Fue hasta el año 1969 un municipio independiente, entonces sería anejado a Nava de la Asunción, núcleo en desarrollo que precisaba del engrose de su padrón de habitantes, al ocurrir esto en tiempos de la Dictadura Franquista, se alegó que el motivo era la insuficiencia económica para prestar servicios a los vecinos, a pesar de tener comparativamente con otros municipios de la provincia bastante población con cuatro centenas de habitantes.
Sabemos que para 1974 había recuperado o mantenía de alguna forma alcalde, pero no sería hasta 1976, y tras larga lucha vecinal, cuando quedaría formalmente constituida como una Entidad Local Menor con cierto grado de autogestión.Desde los años 70 en adelante ha sufrido un destacable éxodo rural viéndose reducida su población a la quinta parte.
En 1978 los vecinos de Moraleja iniciaron el procedimiento para el restablecimiento del municipio rescindido nueve años antes. La petición fue denegada por el Ministerio del Interior el 7 de diciembre de ese mismo año, a pesar de que la corporación de Nava de la Asunción no opuso objeción alguna ni hubo alegaciones en el periodo de información pública.

## Geografía
Se sitúa al oeste en la provincia de Segovia, a 38 km de Segovia y a 14 km de Arévalo (Ávila), en la comarca de la Campiña Segoviana, a 852 metros sobre el nivel del mar, en una extensa llanura de campos de cereal y pinares. Se encuentra limitando con el Sexmo de La Vega, ya en la Comunidad de Villa y Tierra de Arévalo.
Está conectada con Nava de la Asunción a través de la carretera local SG-V-3434, con Santiuste de San Juan Bautista y Aldeanueva del Codonal por la SG-V-3433.
Pertenece desde siempre a la Comunidad de Villa y Tierra de Coca y linda con los municipios de Aldeanueva del Codonal, Santiuste de San Juan Bautista, el término del despoblado de Valverdón que es un enclave de Rapariegos y el término local de Nava de la Asunción, todos de la provincia de Segovia.

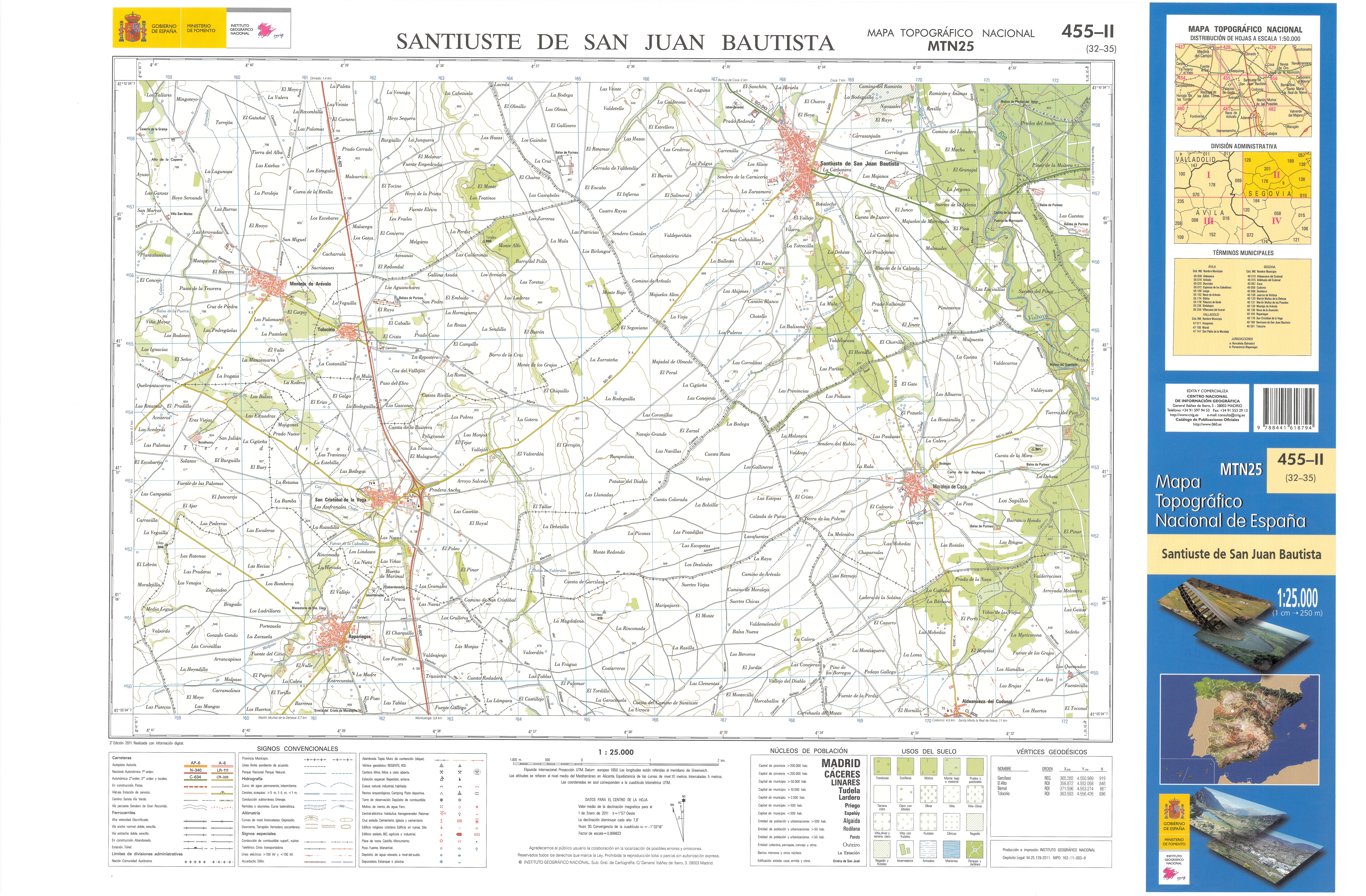
Fragmento de la hoja 455 del Mapa Topográfico Nacional de España de 2011 en el que se representa parte de Moraleja de Coca

| Noroeste: enclave de Valverdón (Rapariegos), Santiuste de San Juan Bautista | Norte: Santiuste de San Juan Bautista | Noreste: Santiuste de San Juan Bautista, Nava de la Asunción |
| Oeste: enclave de Valverdón (Rapariegos)                                    |                                       | Este: Nava de la Asunción                                    |
| Suroeste: Aldeanueva del Codonal, Codorniz (Segovia)                        | Sur: Aldeanueva del Codonal           | Sureste: Nava de la Asunción, Aldeanueva del Codonal         |

## Geografía humana

### Demografía
| Gráfica de evolución demográfica de Moraleja de Coca entre 1842 y 1960 |
| |
| Población de derecho según los censos de población del INE Población de hecho según los censos de población del INEEntre el censo de 1970 y el anterior, este municipio desaparece porque se integra en el municipio 40138 (Nava de la Asunción) |

| 470           | 130 | 124 | 117 | 121 | 113 | 109 | 108 | 111 | 100 | 104 | 99 | 94 |
| (Fuente: INE) |     |     |     |     |     |     |     |     |     |     |    |    |

## Administración y política
Depende del Ayuntamiento de Santiuste de Nava de la Asunción, pero cuenta con su propia alcaldía con cierto grado de autogestión al ser formalmente una entidad local menor desde 1976, y recuperar la alcaldía perdida en 1969 en 1974.
| Periodo   | Nombre                  | Partido   |
| --------- | ----------------------- | --------- |
| 1979-1983 | José Conde Herranz      |           |
| 1983-1987 | José Conde Herranz      | AP-PDP-UL |
| 1987-1991 | José Conde Herranz      | PDP       |
| 1991-1995 | José Conde Herranz      | PP        |
| 1995-1999 | José Conde Herranz      | PP        |
| 1999-2003 | José Conde Herranz      | PP        |
| 2003-2007 | José Conde Herranz      | PP        |
| 2007-2011 | Juan José Sobrino Muñoz | PP        |
| 2011-2015 | Juan José Sobrino Muñoz | PP        |
| 2015-2019 | Juan José Sobrino Muñoz | PP        |
| 2019-2023 | Juan José Sobrino Muñoz | PP        |
| 2023-act. | Juan José Sobrino Muñoz | PP        |

### Organización municipal
Como Entidad Local Menor, dispone de una Junta Vecinal regulada por la Ley de Régimen Local de 1998 de Castilla y León. Al frente de esta Junta Vecinal hay un alcalde pedáneo, elegido democráticamente por los moralejanos. Este alcalde pedáneo nombra a un miembro de la Junta Vecinal, que se completa con el candidato de la segunda lista más votada.

## Patrimonio
- Iglesia de Nuestra Señora de la Asunción, situada en la plaza de la Constitución, centro neurálgico del pueblo, es un iglesia típica castellana del siglo XIII. Fue construida en estilo románico-mudéjar en el tradicional 'aparejo pinariego' de ladrillo y paños de mampuesto, disponiendo de un pórtico de ingreso en la fachada del mediodía y de una espadaña a los pies. Destaca también su pila bautismal.
- Presas centenarias Mayor y Menor en el río Voltoya de gran valor patrimonial y natural. La Mayor fue casi totalmente derribada en agosto de 2023 por parte de la Confederación Hidrográfica del Duero. Todo esto sin alegar informes, contestar a las comunicaciones de la administración local ni regional y a pesar de la oposición de vecinos de toda la zona que consiguieron bloquear el acceso en los primeros intentos, ya que además se empleó maquinaria prohibida por el alto riesgo de incendio. La CHD se comprometió a respetar la Menor por el momento aunque sigue estudiando como demolerla.[8][9][10]
- Casas tradicionales, una frente a esta iglesia con un buen blasón en su fachada.
- Antiguo convento, también en la calle de la iglesia.
- Cañada Real Leonesa Oriental, atravesando su término local.
- Bodegas subterráneas en el cerro de San Pedro o cuesta de las Bodegas, en dirección a Nava de la Asunción; existe poco conocimiento al respecto, no quedando claro cuándo fueron construidas y el uso que se les daba.[11][12][4][12]

## Cultura

### Fiestas
- San Pablo, patronales, en el mes de enero.
- San Antonio, en junio, es junto a la anterior un punto de encuentro entre todos los moralejanos y allegados residentes en otras localidades.
- Semana Cultural, la tercera semana de agosto, se ha celebrado algunos años el campeonato de duatlón cross, válido para el campeonato de España y la Quadquedada con gran éxito de participación en años anteriores.[13]
- Fiesta de la Vendimia, e torno al 8 y 9 de octubre, con encierros tradicionales.[14][15][16]

La mayor parte de estos actos son promovidos por la Asociación Cultural La Olma de la que forman parte la mayoría de los vecinos y allegados del pueblo, gracias a esta asociación se ha logrado revitalizar el pueblo y que este tenga más vida sobre todo en verano.

### Gastronomía
Destaca particularmente la uva local, utilizada tras la vendimia en las bodegas de la Denominación de Origen de Rueda.